# Satellitenstation

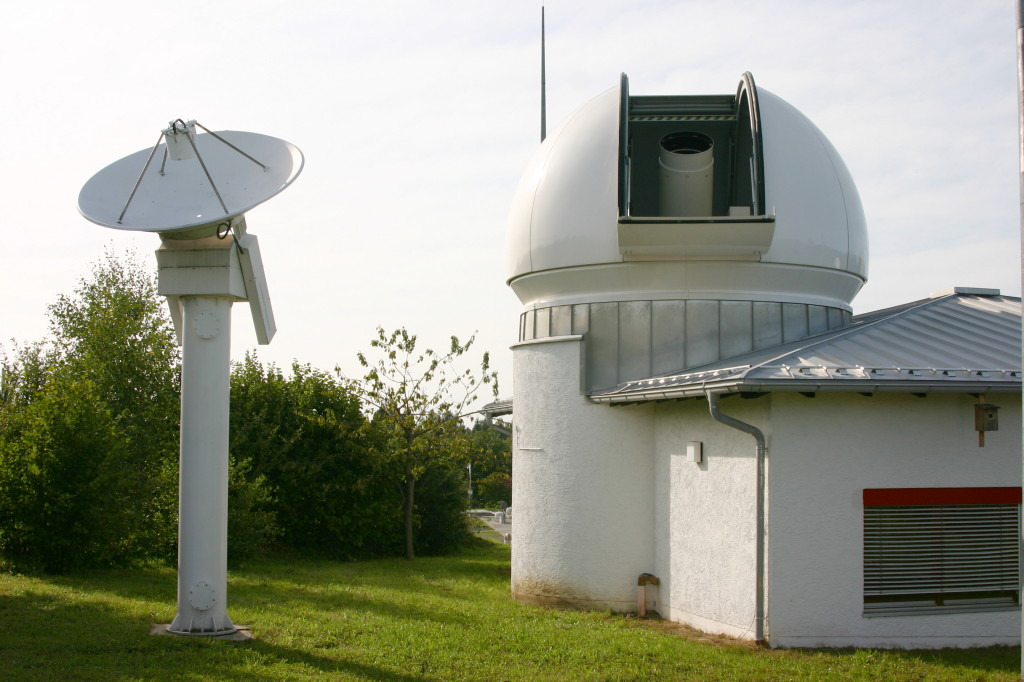
Satellitenstation Wettzell

Als Satellitenstation wird ein Observatorium zur geodätischen Beobachtung von künstlichen Erdsatelliten und ihrer Bahnen bezeichnet, wobei zwei oder mehr Messmethoden zur Richtungs- und Entfernungsbestimmung zum Einsatz kommen.

## Anfängliche Stationen
Die ersten Satellitenstationen wurden 1957–59 in den USA, Westeuropa und der Sowjetunion gegründet, später auch in anderen Industrieländern und größeren Entwicklungsländern. Zunächst waren die Stationen mit optischen Messinstrumenten oder fotografischen Satellitenkameras ausgestattet, teilweise auch mit halbautomatischen Kinetheodoliten. Die Satellitenstarts selbst überwachte man mit Funkempfängern zur Peilung oder mit Transitsystemen wie Minitrack. Auch zahlreiche mobile Stationen zur Bahnbestimmung gab es, etwa die Moonwatch-Teams in westlichen Ländern und analoge Gruppen im Ostblock.
Als Satellitenkameras wurden meist ballistische Kameras eingesetzt, die man schon früher zur Vermessung von Flugbahnen, Ballonsonden oder Höhenforschungsraketen entwickelt hatte. Einige langbrennweitige Kameras wie die russische KFA 1000 bzw. AFU 75 oder die amerikanische PC-1000 sind umgebaute Astrografen bzw. Messkammern der Photogrammetrie. Auch Prototypen einzelner Hochschulinstitute wurden verwendet, von denen aber nur die französische IGN-Kamera in größerer Serie gebaut wurde.

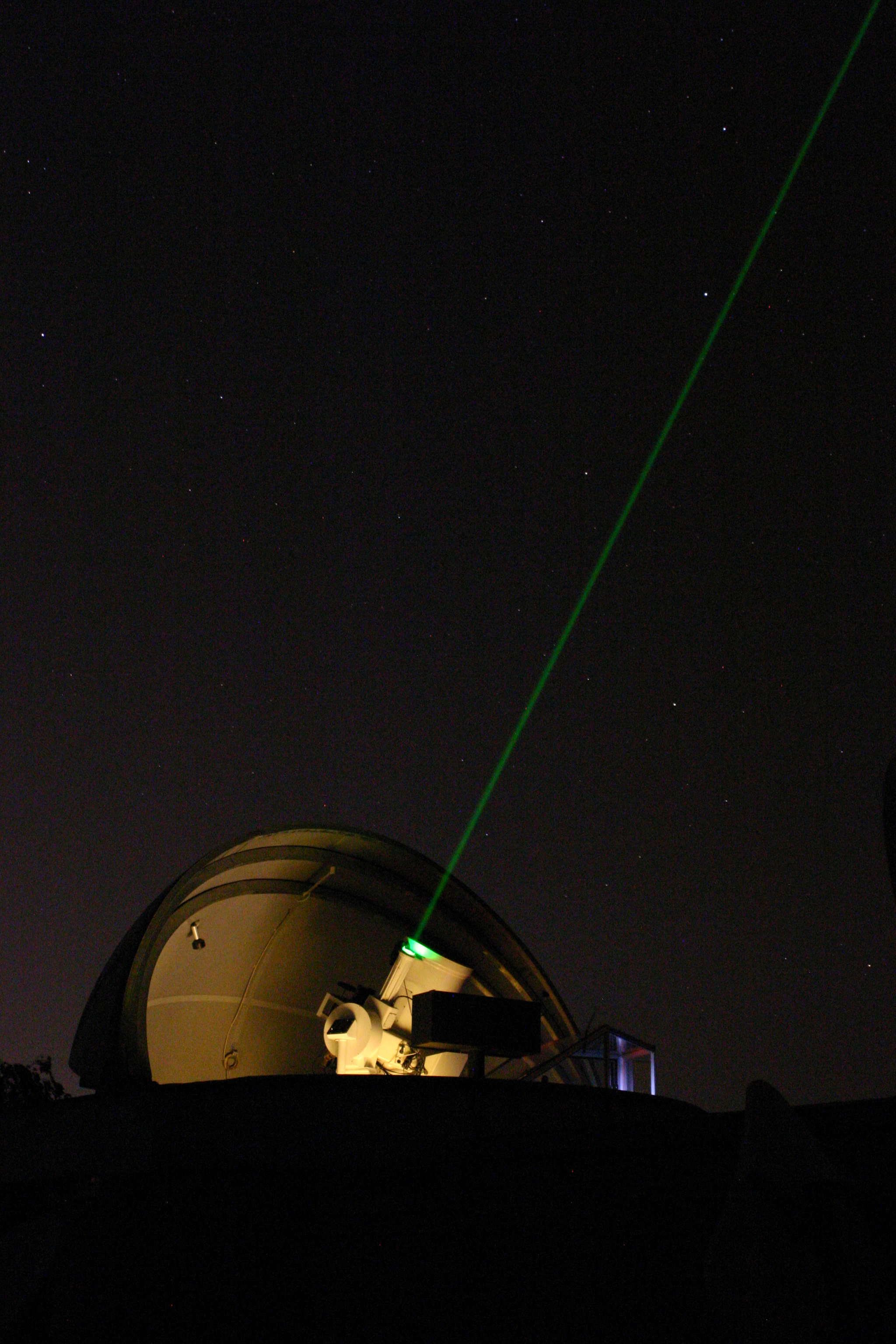
Satellitenstation Graz-Lustbühel

## Ausbau zu professionellen Stationen
Die professionellen Stationen – viele zunächst von Hochschulinstituten betrieben – wurden ab den frühen 1960er-Jahren um weitere geometrische und funktechnische Beobachtungsmethoden ergänzt (Satellite Laser Ranging, Doppler-, Radar- oder Mikrowellen-Entfernungsmessung) und vielfach mit genauen Frequenznormalen bzw. Atomuhren ausgestattet. Manche wurden von eigens gegründeten staatlichen Institutionen übernommen, um einen langfristigen, von Forschungsprojekten unabhängigen Betrieb zu gewährleisten. Die meisten Observatorien wurden durch kontinentale oder weltweite Dreiecksnetze bzw. zeitlich begrenzte Messkampagnen in ein genaues Koordinaten-Bezugssystem eingebunden und dienten hinfort als fundamentale Vermessungspunkte der betreffenden Länder.
Mit dem Aufkommen des Global Positioning Systems (GPS) nahm die Bedeutung dieser Stationen und ihrer besonders stabil vermarkten Festpunkte etwas ab; manche Observatorien wurden aufgelassen oder – wie an Hochschulinstituten – nur für bestimmte Zeiten aktiviert. Einige wurden hingegen zu Fundamentalstationen ausgebaut und mit Radioteleskopen oder geophysikalischen Messeinrichtungen zu Arbeitseinheiten verbunden. Die fotografischen Kameras wurden teilweise auf CCD umgerüstet.

## Satellitenstationen in Mitteleuropa
Wichtige Stationen in Mitteleuropa sind unter anderem:
- Wettzell im Bayerischen Wald (Süddeutschland)
- Potsdam SLR in Brandenburg (Norddeutschland)
- Satellitenstation Graz-Lustbühel in der Steiermark (Österreich)
- Zimmerwald bei Bern (Schweiz)
- Jozefoslaw bei Warschau (Polen)
- Sternwarte Ondřejov in Tschechien
- Satellitenstation Penc in Ungarn.

Weltweit sind heute etwa 200 ständige Satellitenstationen in Betrieb, von denen zahlreiche zum globalen Koordinatenbezugssystem ITRF und zum Internationalen Erdrotationsdienst IERS beitragen. Durch die internationale Kooperation sind heute die Parameter der Erdfigur und der aktuellen Erdrotation auf wenige Zentimeter bzw. Mikrosekunden genau bekannt.